# 根本村
根本村（ねもとむら）は、かつて茨城県稲敷郡にあった村。現在の稲敷市南西部である。

## 地勢・位置
稲敷郡の中央に位し、東は柴崎村、西は長戸村、南は源清田村および長竿村、北は君賀村と小野川を以って隔てられる。台地と平地が入り組む谷戸が多い地形である。南端に新利根川が東流する。

## 歴史
常陸国信太郡朝夷郷（あさひなごう）。常陸土岐氏支配ののち佐竹氏（蘆名氏）に服す。太閤検地を期に河内郡へ。幕藩体制下では天領。明治維新後は宮谷縣、新治縣、茨城県所轄の順に移行する。上根本村（かみねもと）および下根本村（しもねもと）を含む6ヶ村連合戸長役場を江戸崎に置いた。

### 沿革
- 1889年（明治22年）4月1日 - 町村制施行により下根本村と上根本村が合併、河内郡根本村。旧村は大字に移行する。
- 1896年（明治29年）4月1日 - 河内郡が信太郡と合併し稲敷郡が発足。稲敷郡根本村。
- 1955年（昭和30年）4月1日 - 柴崎村・太田村と合併し閉村。稲敷郡新利根村。

変遷表
| 1868年 以前 | 1868年 以前 | 1868年 以前 | 明治22年 4月1日 | 明治29年 4月1日 | 明治29年 4月1日 | 昭和30年 4月1日 | 平成8年 6月1日 | 平成17年 3月22日 | 現在   |
| ----------- | ----------- | ----------- | --------------- | --------------- | --------------- | --------------- | -------------- | ---------------- | ------ |
| 河内郡      |             | 下根本村    | 根本村          | 稲敷郡 発足     | 根本村          | 新利根村        | 町制 新利根町  | 稲敷市           | 稲敷市 |
| 河内郡      | 上根本村    |             | 根本村          | 稲敷郡 発足     | 根本村          | 新利根村        | 町制 新利根町  | 稲敷市           | 稲敷市 |

## 人口・世帯

### 人口
総数 [単位： 人]
| 1891年（明治24年） | 1,802 |
| 1920年（大正 9年） | 2,058 |
| 1935年（昭和10年） | 2,097 |
| 1950年（昭和25年） | 3,504 |

### 世帯
総数 [単位： 世帯]
| 1920年（大正 9年） | 429 |
| 1935年（昭和10年） | 409 |
| 1950年（昭和25年） | 474 |

## 官公署

### 役場
大字上根本字上宿。職員数7。現況は稲敷市消防団第31分団。
- 教育委員会

- 選挙管理委員会

村長
- 初代村長：中島庄助
- 2代：平井万太郎

### 村会
村会の定数は12、のち16。初代議長、飯塚定吉。

### 教育
数字は昭和25年現在。
- 根本小学校 - 児童数299、職員数9
- 根本中学校 - 生徒数157、職員数6